# Columnea tincta
Columnea tincta är en tvåhjärtbladig växtart som beskrevs av August Heinrich Rudolf Grisebach. Columnea tincta ingår i släktet Columnea och familjen Gesneriaceae. Inga underarter finns listade i Catalogue of Life.